# 貝洛薩爾斯基-貝洛澤爾斯基宮
貝洛薩爾斯基-貝洛澤爾斯基宮（'Дворе́ц Белосе́льских-Белозе́рских）是位於俄羅斯聖彼得堡豐坦卡河畔的和涅瓦大街一座新巴洛克式的宮殿建築。貝洛薩爾斯基-貝洛澤爾斯基宮始建於1747年，在第一次世界大戰期間曾作為醫院使用，十月革命之後被蘇聯政府收為國有。現在貝洛薩爾斯基-貝洛澤爾斯基宮是一個文化設施，舉辦各類文藝演出活動。

## 外部連結
- （俄語） Beloselsky-Belozersky Palace on Saint Petersburg Government website
- Beloselsky-Belozersky Palace in Encyclopaedia of St. Petersburg （页面存档备份，存于）
- Belosselsky-Belozersky as a Nevsky Palace
- Eurohistory Blog （页面存档备份，存于）